# Косоговский, Владимир Андреевич
Владимир Андреевич Косоговский (26.01.1857 — 12.09.1918) — русский военный деятель, востоковед; генерал-лейтенант генерального штаба. 
Участник военных кампаний: Русско-турецкая война (1877-1878)  и Русско-японской войны. 
Известны другие варианты написания фамилии: Косаговский, Коссаговский, Касаговский, Коссоговский, Косоговский  и др.

## Биография

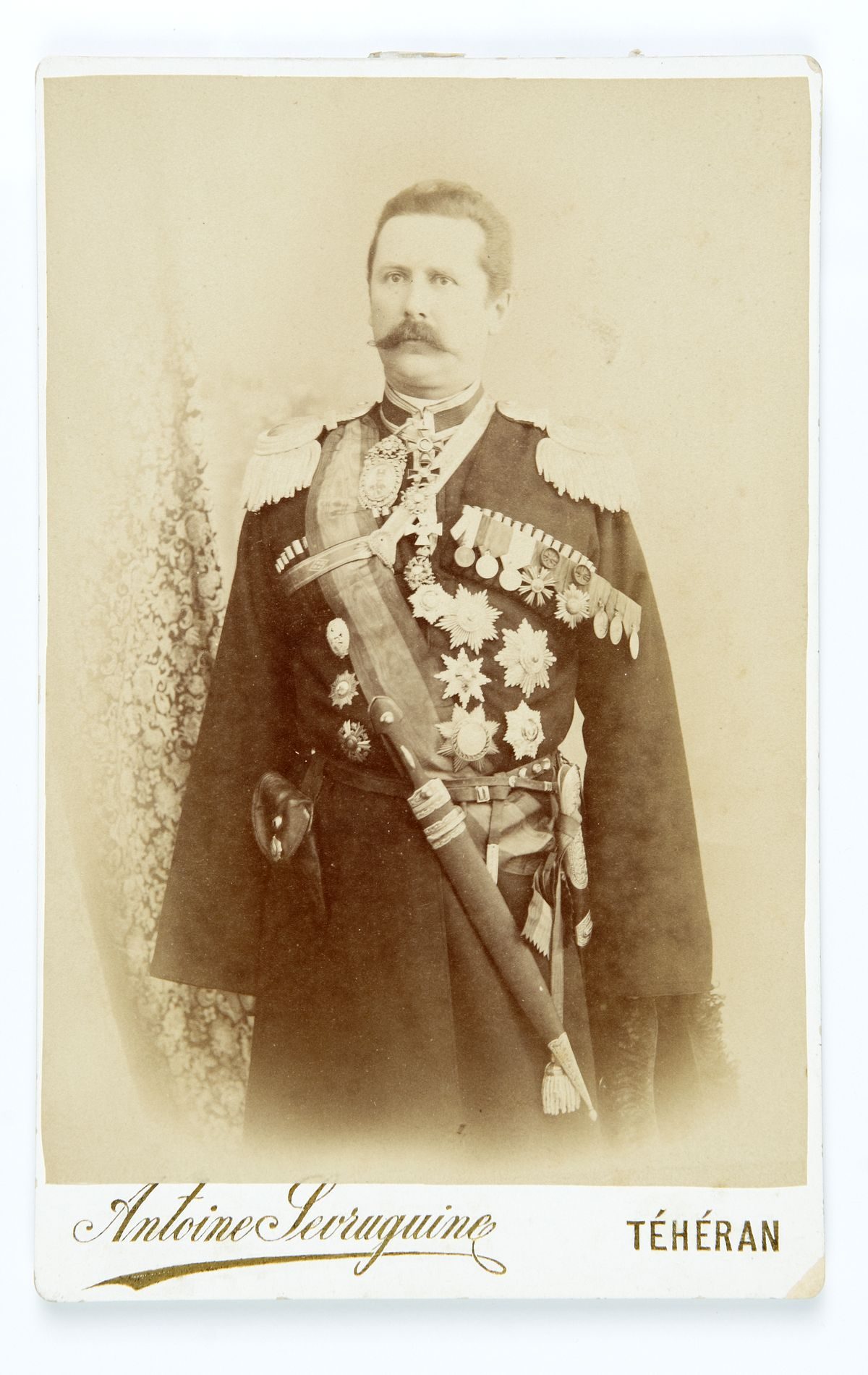
В. Косоговский. 1900 г. Тегеран

Из древнего дворянского рода Новгородской губернии (ветви из Валдайского уезда). Воспитанник 1-й Московской военной гимназии, окончил Николаевском кавалерийском училище, вышел из него в 12-й гусарский Ахтырский полк (1876); окончил Николаевскую академию Генерального штаба (1885). По Генеральному штабу службу проходил в Кавказском военном округе, старший адъютант штаба 2-й Кавказской казачьей дивизии (1885), командир эскадрона в 22-м драгунском Астраханском полку (1888), обер-офицер для поручений при штабе Кавказского ВО (1889), штаб-офицер для особых поручений при командующем войсками Семиреченской области, подполковник (апрель 1890), штаб-офицер для поручений при штабе Кавказского ВО (май 1890).
В 1894 году Косоговский был произведён в полковники и командирован в Иран. Назначен заведующим обучением персидской кавалерии и командиром Персидской казачьей бригады. Косоговский спас бригаду от грозившего ей расформирования. Ему принадлежит заслуга того, что бригада была сохранена под русским влиянием, ему также принадлежит идея сформировать на основе казачьей бригады новую персидскую армию, которая была реализована уже его последователями в начале XX века. Полковник Косоговский владел персидским языком и диалектами, ещё до своего назначения познакомился с Персией не только по описаниям, но и непосредственно, во время инспекционных поездок по стране.
В обстановке, когда решалась судьба бригады, полковник Косоговский, проявивший себя энергичным и деятельным командиром, срочно отозвал казаков из отпусков, приступил к пополнению личного состава, и уже через три месяца, в сентябре 1894 года, под его командованием было 500 обученных и экипированных казаков. В самом начале своей деятельности полковник Косоговский вызвал недовольство части мохаджеров, отменив их привилегии. 5 мая 1895 года они взбунтовались и покинули бригаду, забрав наследственные пенсии. Военный министр Наиб-ос-Салтане, воспользовавшись этим, 9 мая сформировал из дезертиров так называемую «Персидскую бригаду» и начал переговоры о приглашении английских военных инструкторов сразу же, как закончится срок контракта с российским правительством. Лишь обращение русского посольства позволило урегулировать ситуацию, и 24 мая по указу шаха новоявленная «Персидская бригада» была распущена. В тот же день шах подписал подготовленное Косоговским «Положение», согласно которому персидское правительство брало на себя обязательство приглашать в бригаду только русских военных инструкторов. «Положением» также были увеличены права командира бригады, что способствовало превращению бригады в действенное орудие российского правительства, вопреки желаниям англичан. Вмешательство во внутренние дела бригады было запрещено.
При Косоговском Персидская казачья бригада представляла собой самую организованную боевую единицу за всю историю существования персидской регулярной армии. Сам Косоговский приобрёл необычайное влияние при шахском дворе, что позволяло ему участвовать во внутриполитической жизни государства. 1 марта 1899 года шах отдал распоряжение увеличить численность бригады на тысячу человек. Это распоряжение было исполнено уже к 31 августа 1899 года.
В 1900 году Косоговский произведён в генерал-майоры. Прикомандирован к Главному штабу (1903), командующий Ляохэйским отрядом (апрель 1904), командующий Сибирской казачьей дивизией (июль 1904), начальник Ляохэйского отряда (август 1904), командир Приамурской сводной казачьей бригады (апрель 1905), и. д. начальника Закаспийской области и вр. командующий II Туркестанским армейским корпусом (декабрь 1905), вышел в отставку (июнь 1906). 
Собрал богатый архив, библиотеку книг о Востоке (в основном, о Персии), а также коллекцию восточного оружия и предметов искусства. Член Общества русских ориенталистов (1913).
Расстрелян большевиками в 1918 году в своем имении Погостиха, Новгородской губернии.

## Воинские звания
- В службу вступил (30.08.1874)[1]
- Корнет (10.08.1876)
- Поручик (02.05.1877)
- Штабс-ротмистр (21.06.1884)
- Капитан ген. штаба (29.03.1885)
- Подполковник (01.04.1890)
- Полковник (17.04.1894)
- Генерал-майор (14.04.1902)

## Награды
российские:
- Орден Святой Анны 4 ст. (1878)[1]
- Орден Святого Станислава 3 ст. (1877)
- Орден Святой Анны 3 ст. (1892)
- Орден Святого Станислава 2 ст. (1896)
- Орден Святой Анны 2 ст. (1897)
- Орден Святого Владимира 3 ст. (1890)
- Орден Святого Станислава 1 ст. с мечами (1904)
- Золотая полусабля «За храбрость» (1851)

иностранные:
- Персидский знак «Амир Тумани» (1895)
- Персидский Орден Льва и Солнца 1 ст. (1896)
- Персидский знак «Амир Тумани» с алмазами (1897)
- Бухарский Орден Благородной Бухары 1 ст. (1898)
- Прусский Орден Красного Орла 2 ст. (1900)
- Австрийский Орден Франца Иосифа командорский крест со звездой (1900)
- Турецкий Орден Меджидие 2 ст. (1900)
- Французский Орден Почетного Легиона офицерский крест (1906)

- ордена персидские: Сардара с лентой,
- персидские медали и знаки: серебряная медаль Льва и Солнца; Сабля 1-й ст. (для ношения только в Персии), украшенная драгоценными камнями; портрет (Темсали-Хуманюн) Е. В. Наср-эд-Дин Шаха, украшенный алмазами; золотой академический знак 1-й ст. Тегеранского военного училища Насирие; золотой знак 1-й ст. персидской академии наук "Дар-эль-Фанун",
- три русские медали.

## Избранная библиография

### Опубликованные работы
- Из тегеранского дневника полковника В. А. Косоговского. — М., 1960 (фрагменты)
- Персия в конце XIX века // Новый Восток. 1923. № 3 (фрагмент)
- Очерк развития персидской казачьей бригады // Новый Восток. 1923. № 4

### Неопубликованные работы
- Вооружённые силы Персии // РГВИА, ф. 76, оп. 1, д. 378 (503 лл.)
- История персидской казачьей бригады // РГВИА, ф. 76, оп. 1, д. 217 (315 лл.)
- Статьи о Персии // РГВИА, ф. 76, оп. 1, д. 371 (130 лл.)
- Воспоминания // РГВИА, ф. 76, оп. 1, д. 591 (128 лл.)
- Дневник // Архив востоковедов Института восточных рукописей РАН, ф. 30, В. А. Косаговский